# Радљевац
Радљевац је насељено мјесто града Книна, у сјеверној Далмацији, Шибенско-книнска жупанија, Република Хрватска. Према прелиминарним подацима са последњег пописа 2021. године у месту је живело 36 становника.

## Географија
Налази се 7 км сјеверно од Книна, на рјечици Радљевац, притоци Бутижнице.

## Историја
Радљевац се од распада Југославије до августа 1995. године налазио у Републици Српској Крајини.

## Култура
У Радљевцу се налази храм Српске православне цркве Св. Јоакима и Ане из 1898. године.

## Становништво
Према попису из 1991. године, Радљевац је имао 387 становника, од чега 384 Србина, 2 Хрвата и 1 Југословена. Према попису становништва из 2001. године, Радљевац је имао 105 становника. Према попису становништва из 2011. године, насеље Радљевац је имало 75 становника.
| Националност       | 1991. | 1981. | 1971. | 1961. |
| Срби               | 384   | 425   | 502   | 592   |
| Југословени        | 1     | 18    |       |       |
| Хрвати             | 2     | 3     |       |       |
| остали и непознато |       | 1     | 3     | 1     |
| Укупно             | 387   | 447   | 505   | 593   |

| Демографија | Демографија | Демографија |
| Година      | Становника  | Становника  |
| ----------- | ----------- | ----------- |
| 1961.       | 593         |             |
| 1971.       | 505         |             |
| 1981.       | 447         |             |
| 1991.       | 387         |             |
| 2001.       | 105         |             |
| 2011.       |             | 75          |

## Попис 1991.
На попису становништва 1991. године, насељено место Радљевац је имало 387 становника, следећег националног састава:
| Попис 1991.‍ | Попис 1991.‍ | Попис 1991.‍ | Попис 1991.‍ | Попис 1991.‍ |
| ----------- | ----------- | ----------- | ----------- | ----------- |
|             |             |             |             |             |
| Срби        | Срби        |             | 384         | 99,22%      |
| Хрвати      | Хрвати      |             | 2           | 0,51%       |
| Југословени | Југословени |             | 1           | 0,25%       |
| укупно: 387 |             |             |             |             |

## Презимена
- Бајић — Православци, славе Св. Јована
- Добријевић — Православци, славе Св. Стефана
- Лукач — Православци, славе Св. Јована
- Маркелић — Православци, славе Ђурђевдан
- Миљевић — Православци, славе Св. Стефана
- Новковић — Православци, славе Св. Јована
- Поповић — Православци, славе Ђурђевдан
- Стојаковић — Православци, славе Аранђеловдан
- Тинтор — Православци, славе Врачеве
- Тунић — Православци, славе Св. Јована

## Знамените личности
- Никола Тинтор Мађорац, српски пјевач и композитор и вођа крајишког састава Звуци Тромеђе.